# 少年エースplus
『少年エースplus』（しょうねんエースプラス）は、2019年7月26日よりKADOKAWAが運営するウェブコミック配信サイト。

## 沿革
『月刊少年エース』発のサイトとして、2019年7月26日に開設された。当初はWebサイト「ComicWalker」内で連載されており、同サイトのレーベルの1つとして扱われることもあった。更新は毎週金曜に行われる。
2022年12月22日に『月刊少年エース』ほかによるポータルサイト「WEBエース」がリニューアルし、同サイト内でも作品の配信を開始している。「WEBエース」では月曜から木曜の各日に更新され、「ComicWalker（現・カドコミ）」では引き続き金曜に配信を行う。

## 現在の連載作品
| 作品名 | 作者（作画）                           | 原作者など                                              | 開始日         | 備考 |
| --- | -------------------------------------- | ------------------------------------------------------- | -------------- | ---- |
| 愛され天使なクラスメイトが、俺にだけいたずらに微笑む                                                                             | なはりふみお（漫画）                   | 水口敬文（原作） たん旦（キャラクター原案）             | 2024年6月11日  |      |
| 異世界転移、地雷付き。 | レルシー（漫画）                       | いつきみずほ（原作） 猫猫猫（キャラクター原案）         | 2019年10月25日 |      |
| 陰キャの僕に罰ゲームで告白してきたはずのギャルが、どう見ても僕にベタ惚れです                                                     | 神奈なごみ（漫画）                     | 結石（原作） かがちさく（キャラクター原案）             | 2022年6月17日  |      |
| カノジョに浮気されていた俺が、小悪魔な後輩に懐かれています                                                                       | 香澤陽平（漫画）                       | 御宮ゆう（原作） えーる（キャラクター原案）             | 2021年11月26日 |      |
| 義妹生活 | 奏ユミカ（漫画）                       | 三河ごーすと（原作） Hiten（キャラクター原案）          | 2023年7月16日  |      |
| クラスの大嫌いな女子と結婚することになった。                                                                                     | もすこんぶ（漫画）                     | 天乃聖樹（原作）                                        | 2021年5月14日  |      |
| クロの戦記Ⅱ 異世界転移した僕が最強なのはベッドの上だけのようです                                                                 | ユリシロ（漫画）                       | サイトウアユム（原作） むつみまさと（キャラクター原案） | 2022年12月30日 |      |
| 公女殿下の家庭教師 | 無糖党                                 | 七野りく（原作） cura（キャラクター原案）               | 2019年9月13日  |      |
| こちら、終末停滞委員会。 | 桜井寛（漫画）                         | 逢縁奇演（原作） 荻pote（キャラクター原案）             | 2025年4月29日  |      |
| ゴブリン令嬢と転生貴族が幸せになるまで                                                                                           | 風守いなぎ（漫画）                     | 新天新地（原作） とき間（キャラクターデザイン）         | 2023年10月11日 |      |
| 佐々木とピーちゃん 異世界でスローライフを楽しもうとしたら、現代で異能バトルに巻き込まれた件 〜魔法少女がアップを始めたようです〜 | プレジ和尚（漫画）                     | ぶんころり（原作） カントク（キャラクター原案）         | 2021年1月22日  |      |
| 情緒をめちゃくちゃにしてくる女                                                                                                   | 蝉丸                                   |                                                         | 2021年12月10日 |      |
| シンカリオン チェンジ ザ ワールド                                                                                                | 津島直人（漫画）                       | プロジェクト シンカリオン（原作・監修）                 | 2024年10月1日  |      |
| 聖騎士になったけど団長のおっぱいが凄すぎて心が清められない                                                                       | 川喜田ミツオ（漫画）                   | 木の芽（原作） 雨傘ゆん（キャラクター原案）             | 2022年6月24日  |      |
| 追放された転生公爵は、辺境でのんびりと畑を耕したかった 〜来るなというのに領民が沢山来るから内政無双をすることに〜                | 佐藤夕子（漫画）                       | うみ（原作） あんべよしろう（キャラクター原案）         | 2021年2月5日   |      |
| 隣のクーデレラを甘やかしたら、ウチの合鍵を渡すことになった                                                                       | 青島かなえ                             | 雪仁（原作） かがちさく（キャラクター原案）             | 2021年12月24日 |      |
| 奴隷からの期待と評価のせいで搾取できないのだが                                                                                   | 西岡さち（漫画）                       | 急川回レ（原作） へいろー（キャラクター原案）           | 2024年10月3日  |      |
| 逃がさないよ? 袋路くん | 池上竜矢                               |                                                         | 2024年8月12日  |      |
| 花色ローカルワールド | ゴツボ×リュウジ                        |                                                         | 2024年4月17日  |      |
| 母をたずねて、異世界に。 | 吉北ぽぷり                             | 藤原祐（原作） しの（キャラクター原案）                 | 2024年8月21日  |      |
| ふたり暮らしのおとりよせ日和 | 柚子桃（著） 司馬漬け（著）            |                                                         | 2023年4月24日  |      |
| 迷子宮女は龍の御子のお気に入り 〜龍華国後宮事件帳〜                                                                              | 和久田若田（漫画）                     | 綾束乙（原作） 新井テル子（キャラクター原案）           | 2024年2月19日  |      |
| 魔族のペットになりまして | 霧崎秀征                               |                                                         | 2024年7月23日  |      |
| ミミクリー・ガールズ | あさなや（作画・キャラクターデザイン） | ひたき（原作）                                          | 2022年11月18日 |      |

## 過去の連載作品
| 作品名                                                                      | 作者（作画）                | 原作者など                                                | 開始日         | 終了日         | 備考                            |
| --------------------------------------------------------------------------- | --------------------------- | --------------------------------------------------------- | -------------- | -------------- | ------------------------------- |
| 朝起きたら女の子になっていた男子高校生たちの話                              | つむらちた                  |                                                           | 2021年5月14日  | 2021年5月20日  |                                 |
| 甘辛義姉妹に挟まれてます                                                    | 霧崎秀征                    |                                                           | 2020年11月27日 | 2023年10月19日 |                                 |
| 異世界暴れん坊夫婦〜メオトランペイジ〜                                      | 人生負組                    |                                                           | 2023年6月15日  | 2024年6月13日  |                                 |
| 一色さんはうまぶりたいっ!                                                   | マルヤマ（漫画）            | 草下シンヤ（原作） 白鳥翔（監修）                         | 2020年6月26日  | 2022年5月6日   |                                 |
| 犬飼さん家の押しかけJK                                                      | 三ッ葉稔                    |                                                           | 2020年9月4日   | 2022年4月1日   |                                 |
| オタロリドラゴン! バハムー子先生                                            | ワタナベタカシ              |                                                           | 2022年10月28日 | 2023年9月5日   |                                 |
| お付きのメノと氷姫                                                          | 鈴切ヒジリ                  |                                                           | 2024年5月21日  | 2024年8月13日  |                                 |
| オルトナの月                                                                | 浜園わもめ                  |                                                           | 2023年8月22日  | 2023年12月26日 | 『コミックシーモア』に移籍      |
| 俺の妹がこんなに可愛いわけがない あやせif                                   | 渡会けいじ（漫画）          | 伏見つかさ（原作） かんざきひろ（キャラクター原案）       | 2020年6月26日  | 2023年3月21日  |                                 |
| 顔さえよければいい教室                                                      | マッハダイ（漫画）          | 三河ごーすと（原作） necömi（キャラクター原案）           | 2023年4月19日  | 2024年10月23日 |                                 |
| 今日も来たんすか、依田先輩。                                                | 黒河佑弥                    |                                                           | 2023年8月23日  | 2024年10月16日 |                                 |
| クセつよ異種族で行列ができる結婚相談所                                      | sorani（漫画）              | 五月雨きょうすけ（原作） 猫屋敷ぷしお（キャラクター原案） | 2023年9月28日  | 2024年10月24日 |                                 |
| クレイジー・キッチン                                                        | ヤミザワ                    | 荻原数馬（原作） ジョンディー（キャラクター原案）         | 2020年5月8日   | 2022年11月18日 |                                 |
| クロの戦記 異世界転移した僕が最強なのはベッドの上だけのようです             | 白瀬優海（漫画）            | サイトウアユム（原作） むつみまさと（キャラクター原案）   | 2020年7月3日   | 2022年3月25日  |                                 |
| ゲーセンの彼女                                                              | MGMEE（漫画）               | オクショウ（原作）                                        | 2019年7月26日  | 2022年3月4日   |                                 |
| ケルベロスのおまわりさん                                                    | よこえこうへい              |                                                           | 2022年1月28日  | 2022年4月26日  |                                 |
| 恋するブキミちゃん                                                          | よこえこうへい              |                                                           | 2020年6月5日   | 2020年12月4日  |                                 |
| コーヒー記念日 〜小原絹子短編集〜                                           | 小原絹子                    |                                                           | 2023年10月24日 | 2024年3月26日  |                                 |
| しめるちゃんはつきまといたい                                                | 鍋谷やかん                  |                                                           | 2019年11月6日  | 2021年4月16日  |                                 |
| シャチバト! 〜社長、バトルの時間です!〜                                     | 結うき。                    | シャチバト! プロジェクト（協力）                          | 2019年8月30日  | 2020年5月22日  |                                 |
| 真の仲間になれなかったお姫様は、辺境でスローライフすることにしました        | 東大路ムツキ（漫画）        | ざっぽん（原作） やすも（キャラクター原案）               | 2021年10月6日  | 2024年1月24日  |                                 |
| 心理学ギャル風呂井さん                                                      | Nomo                        |                                                           | 2022年1月28日  | 2022年2月25日  |                                 |
| すごい年の差夫婦の話                                                        | あかまる                    |                                                           | 2021年5月14日  | 2022年5月20日  |                                 |
| すれ違いは夫婦の始まり                                                      | 矢野トシノリ                |                                                           | 2021年7月2日   | 2021年7月25日  |                                 |
| 膳所くんと長浜さん                                                          | 川村拓                      |                                                           | 2020年5月29日  | 2022年1月28日  |                                 |
| 絶対に風呂に入りたくない彼女VS絶対に風呂に入れたい彼氏                      | 蝉丸                        |                                                           | 2020年5月22日  | 2021年10月22日 |                                 |
| 善意100%の妹、悪意100%の妹。                                                | 中音ナタ                    |                                                           | 2023年8月21日  | 2024年7月15日  |                                 |
| そのヲタク、元殺し屋。                                                      | Ko-dai                      |                                                           | 2020年5月1日   | 2022年12月2日  |                                 |
| ただの屍のようだと言われて幾星霜、気づいたら最強のアンデッドになってた      | 絢瀬あとり（漫画）          | 九頭七尾（原作） チワワ丸（キャラクター原案）             | 2021年3月5日   | 2024年4月9日   |                                 |
| たとえば俺が、チャンピオンから王女のヒモにジョブチェンジしたとして。        | 杠憲太（漫画）              | 藍藤唯（原作） 霜降（キャラクター原案）                   | 2020年11月27日 | 2024年4月17日  |                                 |
| 転生ごときで逃げられるとでも、兄さん?                                       | ユリシロ（漫画）            | 紙城境介（原作） 木鈴カケル（キャラクター原案）           | 2020年10月2日  | 2022年9月9日   |                                 |
| 隣の宇宙人がコワい                                                          | 阿東里枝                    |                                                           | 2021年10月22日 | 2022年4月15日  |                                 |
| ひげを剃る。そして女子高生を拾う。 Each Stories                             | バラマツヒトミ（漫画）      | しめさば（原作） ぶーた（キャラクター原案）               | 2021年3月5日   | 2021年12月3日  |                                 |
| 魔王2099                                                                    | 赤城紀伊呂                  | 紫大悟（原作） クレタ（キャラクター原案）                 | 2021年11月5日  | 2022年6月24日  |                                 |
| 魔王2099                                                                    | 桜井寛（漫画）              | 紫大悟（原作） クレタ（キャラクター原案）                 | 2023年3月22日  | 2024年8月7日   |                                 |
| 見知らぬ女子高生に監禁された漫画家の話                                      | きただりょうま              |                                                           | 2021年9月3日   | 2022年8月19日  |                                 |
| めしに導かれしエルフ                                                        | 柚子桃（著） 司馬漬け（著） |                                                           | 2020年4月24日  | 2021年5月21日  |                                 |
| もし、恋が見えたなら                                                        | 七路ゆうき（漫画）          | みかみてれん（原作）                                      | 2020年6月5日   | 2022年2月11日  |                                 |
| 元シスター令嬢の身代わりお妃候補生活 〜神様に無礼な人はこの私が許しません〜 | 白渕こみ（漫画）            | 狭山ひびき（原作） しんいし智歩（キャラクター原案）       | 2023年5月30日  | 2024年7月23日  |                                 |
| 幽霊になったからパンツ見せてもバレないよね!?                                | ゆとりーぬ                  |                                                           | 2020年11月6日  | 2021年11月26日 |                                 |
| 夢見る男子は現実主義者                                                      | 吉北ぽぷり（漫画）          | おけまる（原作） さばみぞれ（キャラクター原案）           | 2021年3月26日  | 2024年3月18日  |                                 |
| 理想の娘なら世界最強でも可愛がってくれますか?                               | マッハダイ（漫画）          | 三河ごーすと（原作） 茨乃（キャラクター原案）             | 2019年3月20日  | 2022年7月29日  | 連載開始時は『少年エースWEB版』 |
| 私以外人類全員百合                                                          | 晴瀬ひろき                  |                                                           | 2019年1月16日  | 2020年6月5日   | 連載開始時は『少年エースWEB版』 |
| 笑うカドにはお稲荷さん                                                      | 人生負組                    |                                                           | 2021年9月24日  | 2022年12月23日 |                                 |